# Румунія на зимових Паралімпійських іграх 2014
Шаблон:Румунія на Паралімпійських іграх
Румунія на зимових Паралімпійських іграх 2014 року був представлений 1 спортсменом в одному виді спорту.

## Гірськолижний спорт
Жінки
| Спортсмен     | Вид спорту                 | Забіг 1 | Забіг 1 | Забіг 1 | Забіг 2 | Забіг 2 | Забіг 2 | Остаточний/Всього | Остаточний/Всього | Остаточний/Всього |
| Спортсмен     | Вид спорту                 | Час     | Різн.   | Місце   | Час     | Різн.   | Місце   | Час               | Різн.             | Місце             |
| ------------- | -------------------------- | ------- | ------- | ------- | ------- | ------- | ------- | ----------------- | ----------------- | ----------------- |
| Лаура Валеану | слалом, стоячи             | 1:05.42 | +6.05   | 6       | 1:04.71 | +4.23   | 4       | 2:10.13           | +10.28            | 5                 |
| Лаура Валеану | гігантський слалом, стоячи | 1:33.96 | +8.98   | 11      | 1:20.27 | +6.41   | 8       | 2:54.23           | +15.39            | 7                 |